# ハングオーバー!! 史上最悪の二日酔い、国境を越える
『ハングオーバー!! 史上最悪の二日酔い、国境を越える』（ハングオーバー!! しじょうさいあくのふつかよい こっきょうをこえる、原題: The Hangover Part II）は、2011年公開のアメリカ合衆国のコメディ映画で、『ハングオーバー! 消えた花ムコと史上最悪の二日酔い』の続編であり、『ハングオーバー!』シリーズの第2作となる。ブラッドリー・クーパー、エド・ヘルムズ、ザック・ガリフィアナキス、ジャスティン・バーサ、ケン・チョンは前作に引き続いて出演し、トッド・フィリップスも再び監督を務め、またスコット・アームストロングと共に脚本も手掛けている。

## ストーリー
ラスベガスでの騒動から2年後。フィル（ブラッドリー・クーパー）、スチュ（エド・ヘルムズ）、アラン（ザック・ガリフィアナキス）、ダグ（ジャスティン・バーサ）はスチュとローレン（ジェイミー・チャン）の結婚式のためにタイを訪れた。みんなはトラブルメイカーのアランを渋々ながら同行させ、ローレンの弟のテディ（メイソン・リー）も合流する。ローレンの父親（ニルット・シリジャンヤー）はスチュを嫌っており、婚前パーティでも彼をいびるのであった。そんな夜の終わり、スチュ、フィル、ダグ、アラン、テディの5人はビーチでキャンプファイアを囲み、アランが用意したマシュマロと前回の反省を踏まえてフィルが用意したビール1本だけの乾杯をした。
翌朝、一行は見知らぬホテルの一室で目を覚ます。またもや昨夜の記憶を一切失って。

## 登場人物
フィル・ウィネック
演 - ブラッドリー・クーパー
スチュにブランチに誘われる。
スチュアート（スチュ）・プライス
演 - エド・ヘルムズ
ローレンと結婚する。
アラン・ガーナー
演 - ザック・ガリフィアナキス
スチュからは嫌がられている。
ダグ・ビリングス
演 - ジャスティン・バーサ
フィル同様に誘われる。
レスリー・チャウ
演 - ケン・チョン
アランに呼ばれてやってきた。
シド・ガーナー
演 - ジェフリー・タンバー
アランの父。
ローレン
演 - ジェイミー・チャン
スチュの婚約者。
テディ
演 - メイソン・リー
ローレンの弟。
サミール
演 - ブライアン・カレン
ストリップクラブのマネージャー。
キングズリー
演 - ポール・ジアマッティ
ホテルのレストランで出会った男。
トレイシー・ビリングス
演 - サーシャ・バレス
ダグの妻。
ステファニー・ウィネック
演 - ジリアン・ヴィグマン
フィルの妻。
キミー
演 - ヤスミン・リー
ニューハーフ。
フォーン
演 - ニルット・シリジャンヤー
ローレンの父。

## キャスト
| 役名                             | 俳優                     | 日本語吹替 |
| -------------------------------- | ------------------------ | ---------- |
| フィル・ウィネック               | ブラッドリー・クーパー   | 桐本琢也   |
| スチュアート（スチュ）・プライス | エド・ヘルムズ           | 永井誠     |
| アラン・ガーナー                 | ザック・ガリフィアナキス | 奈良徹     |
| ダグ・ビリングス                 | ジャスティン・バーサ     | 川中子雅人 |
| レスリー・チャウ                 | ケン・チョン             | 岡野浩介   |
| シド・ガーナー                   | ジェフリー・タンバー     | 田原アルノ |
| ローレン（スチュの婚約者）       | ジェイミー・チャン       | 原島梢     |
| テディ（ローレンの弟）           | メイソン・リー           | 成家義哉   |
| サミール                         | ブライアン・カレン       | 小川剛生   |
| キングズリー                     | ポール・ジアマッティ     | 辻親八     |
| トレイシー・ビリングス           | サーシャ・バレス         | 佐古真弓   |
| ステファニー・ウィネック         | ジリアン・ヴィグマン     | 石田嘉代   |
| キミー                           | ヤスミン・リー           | 桜井ひとみ |
| フォーン（ローレンの父）         | ニルット・シリジャンヤー | 塾一久     |
| マイク・タイソン                 | マイク・タイソン         | 山野井仁   |
| 入れ墨師                         | ニック・カサヴェテス     | 山野井仁   |

## 製作

### 企画・プリプロダクション
2009年7月、『バラエティ』誌は『ハングオーバー2』の製作開始は2010年10月を予定し、2011年のメモリアル・デイ公開を目指していると伝えた。また同月、ザック・ガリフィアナキスは『ラティーノ・レビュー』のインタビューで、本作ではタイ王国が舞台になる予定であることを明かした。
2010年1月、ザック・エフロンが出演するという噂が出回ったが、トッド・フィリップスにより否定された。3月、ザック・ガリフィアナキス、ブラッドリー・クーパー、エド・ヘルムズ、ジャスティン・バーサとの続編出演契約が完了した。伝えられるところによれば、ガリフィアナキス、クーパー、ヘルムズにはそれぞれ500万ドルの出演料に加え、興行収入の4%が支払われる。また、監督、製作のトッド・フィリップスには約1000万ドルに加え、興行収入の10%が支払われる。6月、トッド・フィリップスは2011年7月4日公開を目指し、2010年10月15日頃に撮影を開始することを望んでいると語った。
2010年10月、本作の舞台はバンコクとロサンゼルスになるとトッド・フィリップスが認めた。

### 撮影
撮影は2010年10月8日にカリフォルニア州オンタリオで始まり、数日後には製作現場の写真が公開された。また同月、前作でジェイドを演じたヘザー・グラハムは出演しないことが判明した。さらに同月後半、メル・ギブソンがバンコクのタトゥー・アーティスト役でカメオ出演する報じられた。しかしその4日後、スタジオとトッド・フィリップスは、ギブソンの出演は中止になったと発表した。フィリップスは「自分はメルはこの映画に最適だと考え、ワーナー・ブラザースの社長の同意も得た。しかし、映画製作というものは多くの人との協力によって成り立つものである。メルの出演に関してはキャストとスタッフの全面的支援が得られなかった」と語った。メルが演じる予定だった役は『特攻野郎Aチーム THE MOVIE』でブラッドリー・クーパーと共演したリーアム・ニーソンが引き受けることとなった。
11月、ジェイミー・チャンがスチュの婚約者役で出演することが明らかになり、同時にタイトルが『The Hangover: Part II』に変更された。また、フィリップスへのインタビューでマイク・タイソンの再出演が判明した。他に、ポール・ジアマッティがキャストに加わることも報じられた。更に後日、クリーンエネルギーの演説をタイを訪れていた元アメリカ合衆国大統領のビル・クリントンがカメオ出演のために撮影に参加したことが伝えられた。しかしエド・ヘルムズは、クリントンはただ単に現場を訪れただけだったと主張し、もしも映画に登場するなら驚くと語った。
12月、ブライアン・カレンも再出演することが報じられた。また同月、スタントシーンの撮影中に車両事故が発生し、オーストラリア出身のスタントマンのスコット・マクリーンが重症を負い一時昏睡状態となった。

### ポストプロダクション
フィリップス監督の『恋愛ルーキーズ』、『ハングオーバー!』、『デュー・デート 〜出産まであと5日!史上最悪のアメリカ横断〜』にも参加したクリストフ・ベックが本作でも作曲する。
2011年4月、『バラエティ』は入れ墨師役で出演していたリーアム・ニーソンのカメオ・シーンが全てカットされ、ニック・カサヴェテスが代演すると報じた。フィリップスによると、編集しているときに再撮影の必要性が出てきたが、ニーソンは 『タイタンの逆襲』の撮影のために参加不可能であったため、このような処置を取ったという。

## サウンドトラック
サウンドトラック盤は2011年5月23日に発売された。
| #   | タイトル                 | 作詞 | 作曲・編曲 | アーティスト               | 時間 |
| --- | ------------------------ | ---- | ---------- | -------------------------- | ---- |
| 1.  | 「Black Hell」           |      |            | Danzig                     | 4:14 |
| 2.  | 「Stronger」             |      |            | カニエ・ウェスト           | 5:11 |
| 3.  | 「The Downeaster Alexa」 |      |            | ビリー・ジョエル           | 3:42 |
| 4.  | 「The Beast in Me」      |      |            | マーク・ラネガン           | 2:45 |
| 5.  | 「Sofi Needs a Ladder」  |      |            | deadmau5                   | 6:41 |
| 6.  | 「Allentown」            |      |            | エド・ヘルムズ             | 1:24 |
| 7.  | 「Pusher Man」           |      |            | カーティス・メイフィールド | 4:59 |
| 8.  | 「Love Train」           |      |            | ウルフマザー               | 3:00 |
| 9.  | 「I Ran」                |      |            | Ska Rangers                | 4:11 |
| 10. | 「One Night In Bangkok」 |      |            | マイク・タイソン           | 3:25 |
| 11. | 「Just the Way You Are」 |      |            | Ska Rangers                | 5:10 |
| 12. | 「Bad Man's World」      |      |            | ジェニー・ルイス           | 3:39 |

## 公開

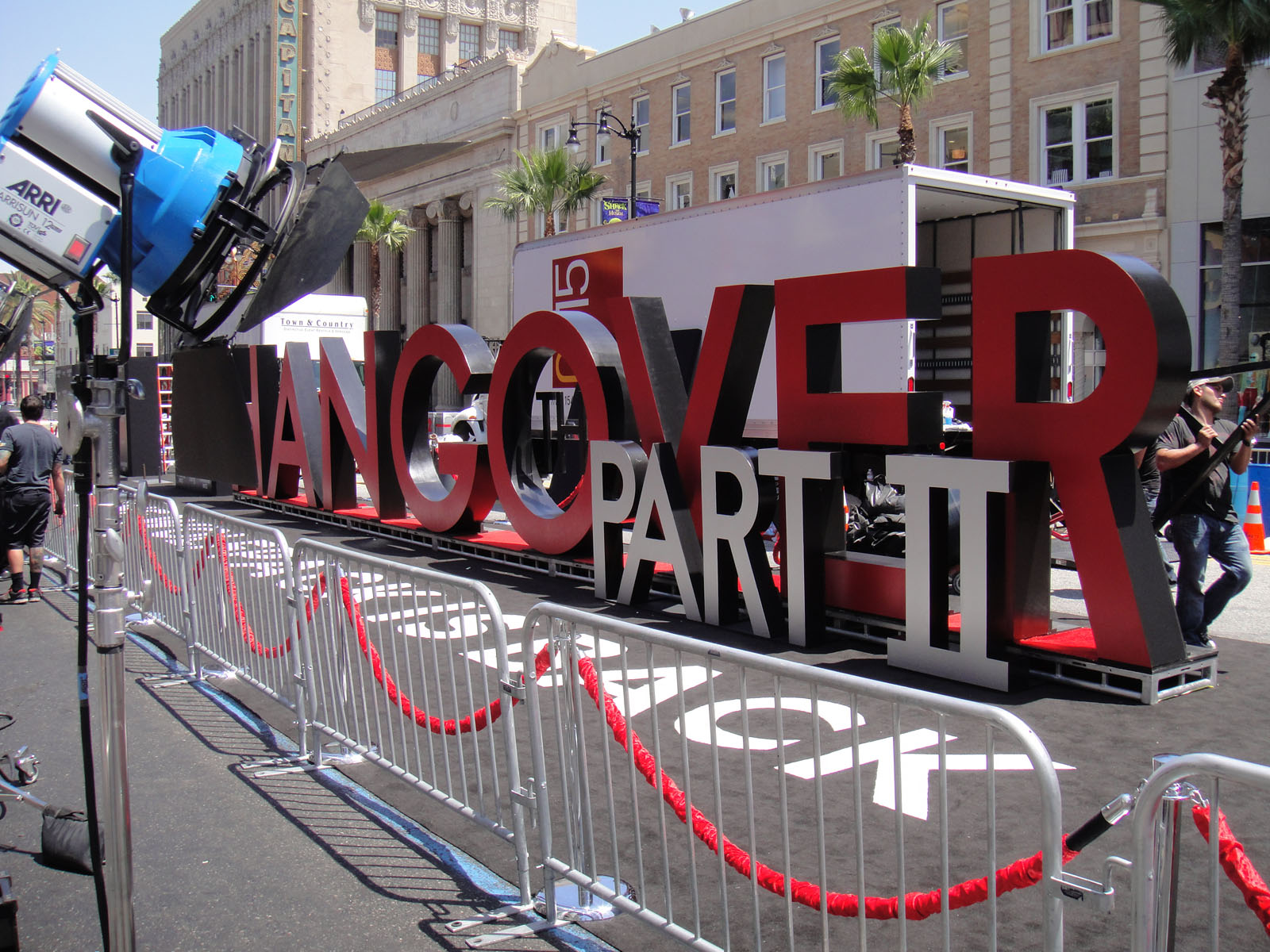
プレミア上映時にグローマンズ・チャイニーズ・シアター外に設置された本作のマーキー。

2011年5月19日にカリフォルニア州ハリウッドのグローマンズ・チャイニーズ・シアターでプレミアが行われた。

### マーケティング
2011年2月にティーザー予告編がオンラインで公開された。全長版の予告編は4月に公開された。同月、ワーナー・ブラザースは映画『ミッション: 8ミニッツ』に本作の予告編を付属させたが、PG-13の同作品にR指定要素のある予告編を付けるのはMPAAの規則違反とされ、取り除くこととなった。

### タトゥ訴訟
2011年4月、入れ墨師のS・ヴィクター・ウィットミルがワーナー・ブラザースに対して訴訟を起こした。映画ではスチュがマイク・タイソンの入れ墨のコピーを彫られるのだが、それは無断使用であるとして入れ墨をデザインしたウィットミルはワーナー・ブラザースに使用場面のカットと損害賠償を求めた。ワーナー・ブラザースはウィットミルとの示談に失敗した場合には、ホームメディアの発売の際にデジタル処理を施して入れ墨を変更するつもりであった。2011年6月、ワーナー・ブラザースとウィットミルとの示談が成立した。示談の内容は明らかにされなかった。

## 評価

### 興行収入
『ハングオーバー!!』は2011年12月26日時点でアメリカとカナダで2億4652万8000ドル、その他の国々で2億5446万4305ドル、全世界で5億8146万4305ドルの興行収入を得ている。公開初週末に全世界で1億7780万ドルを稼ぎ、『ザ・シンプソンズ MOVIE』（1億7090万ドル）の記録を破ってコメディ映画史上最高の初動記録となった。
アメリカ合衆国とカナダ
北アメリカでは戦没将兵追悼記念日を控えた週末となる2011年5月26日木曜日に公開された。2600館で深夜に興行がスタートして1040万ドルを稼ぎ、R指定映画の深夜初動記録としては『パラノーマル・アクティビティ』（2007年）の630万ドルを塗り替えた。初日昼には1015館増えた3615館での公開となり、さらに2120万ドルを稼いで公開初日全てで前作（1670万ドル）のそれの倍近くとなる3160万ドルを稼いだ。この数値は更に2つの記録を破っており、『セックス・アンド・ザ・シティ』（2008年）の2670万ドルを超えて、実写コメディ及びR指定コメディとしては最高の初日興行収入である。出口世論調査によると、公開日の観客のうちは51%が女性で、そして41%が18ないし24歳であった。5月27日金曜日にはさらに前日から5%下げた3000万ドルを稼ぎ、金曜日の実写コメディの興行収入では最高となった。公開初週末3日間（金曜日から日曜日）では8594万6294ドル、1館あたり2万3775ドルを稼ぎ、コメディ映画としては『ザ・シンプソンズ MOVIE』の7400万ドルを抜いて史上最高、R指定映画としては『マトリックス リローデッド』の9170万ドルに次いで史上2位の記録となった。戦没将兵追悼記念日を含む4日間では1億340万ドルを稼ぎ、史上4番目に高い記録となった。しかしながら2週目末の興行収入は64%減らした3140万ドルであり、前作の2週目末の下落率の27%よりも大きくなった。
国際市場
『ハングオーバー!!』は2011年5月26-29日に世界40カ国、5170館で公開が始まった。金曜日から月曜日までの週末に、前作の3倍以上となる6030万ドルを稼いだ。最も高い初週末興行収入は、920スクリーンで公開されたイギリスの1040万9017ポンド（1720万ドル）であり、同国の米国コメディ映画の初動成績としては史上最高、2011年公開映画としても『パイレーツ・オブ・カリビアン/生命の泉』の1163万4860ポンド（1890万ドル）に次いで2番目に高い初動となった。オーストラリアでは1210万ドルを稼ぎ、MA指定作品としては『セックス・アンド・ザ・シティ』の記録を破った。

### 批評家の反応
本作は評論家からは概ね否定的な評価を受けた。Rotten Tomatoesは233のレビューで34%の支持率で、10点満点で平均点は5.0点となり、「1作目と比べてより残酷で、暗く、だらしないカーボンコピーであり、オリジナルをヒットにさせる要因となった意外性（面白さの大部分）が欠いている」とまとめられた。また、Metacriticでは40のレビューで100点満点中44点となった。